# Arkharavia heterocoelica
Arkharavia heterocoelica ("plaz od cesty u vsi Arkhara") byl druh sauropodního dinosaura z období pozdní křídy, žijící na území dnešního dálnovýchodního Ruska (oblast kolem řeky Amur). 

## Popis
Typový druh A. heterocoelica byl popsán ruskými paleontology v roce 2010. Holotyp sestává z jediného zubu a části ocasní páteře s heterocélními obratli. Tento titanosauriformní sauropod byl zřejmě blízce příbuzný křídovému rodu Chubutisaurus z Argentiny. Podle některých údajů by se ve skutečnosti mělo jednat spíše o hadrosauridního ornitopoda.
V oblasti Amur byly již dříve objeveny fosílie ornitopodních dinosaurů rodu Amurosaurus, Olorotitan, Charonosaurus, Kerberosaurus a Wulagasaurus.

## Paleoekologie
Tito středně velcí sauropodi byli patrně loveni velkými tyranosauridními teropody, blízce příbuznými populárnímu severoamerickému druhu Tyrannosaurus rex. Jejich fosilní zuby a jiné části kostry byly objeveny ve stejných sedimentech (geologické souvrství Udurčukan a některá další).